# Pyogenesis
Pyogenesis est un groupe allemand de rock, originaire de Stuttgart.

## Histoire

### Années 1990
Le chanteur et guitariste Flo von Schwarz fonde Pyogenesis à l'été 1991 à partir du groupe local Immortal Hate. Les membres du groupe se sont connus dans une discothèque de la banlieue de Stuttgart. La démo grindcore et death metal Ode to the Churning Seas of Nar-Mataru devient le single Rise of the Unholy par le label mexicain Mephitic Productions. Peu après paraît également un single Sacrificious Profanity sur Symphonies of Death Records, label colombien. À l'automne 1992, le premier album Ignis Creatio est enregistré pour le label français Osmose Productions. Pour l'album Pyogenesis inclut pour la première fois des voix claires et des riffs harmoniques dans la musique.
Plus tard en 1993, l'album Sweet X-Rated Nothings est enregistré, Nuclear Blast montre un grand intérêt. Les deux maisons de disques se mettent d'accord, Pyogenesis signe avec Nuclear Blast. Première sortie pour le nouveau label, le mini-EP Waves of Erotasia sort au lieu de l'album avec une durée totale de 16 minutes. Avant sa sortie en 1994, une tournée en tête d'affiche avec le groupe britannique Anathema a lieu en janvier. Sweet X-Rated Nothings sort ensuite. Le groupe poursuit la même évolution musicale. Sa musique est mise en avant par VIVA et la salon Popkomm.
En février et mars 1995, Pyogenesis termine sa première tournée de deux semaines dans l'ancien bloc de l'Est, comme en Pologne ou dans la République Tchèque. Le magazine Rock Hard fait un article de quatre pages dessus. En avril de la même année, Pyogenesis joue pour la première fois au Mexique. L'année suivante, le groupe est dans divers festivals de musique. À partir de mars 1995, l'album Twinaleblood est enregistré dans le propre studio du groupe. Avant la sortie de l'album, Pyogenesis produit à Berlin avec Harris Johns la chanson Son of Fate, contribution exclusive à la compilation Death is Just the Beginning. Le groupe passe au label Warner Music et sort en décembre 1995 l'album Twinaleblood. Suit une tournée européenne de près de trois mois, suivie par des apparitions dans les festivals et des spectacles de clubs occasionnels.
Au début de l'été 1996, 19 autres chansons sont enregistrées pour deux sorties. L'EP Love Nation Sugarhead, prémices de l'album, sort le 18 octobre 1996 et contient 6 chansons, dont 4 ne seront pas incluses dans l'album. Sur le single de chanson-titre figure un remix de King Britt et Josh Wink. Suivent une tournée en compagnie de Social Distortion et l'album Unpop en janvier 1997. Pour le marché américain la couverture, qui montre le chanteur Flo von Schwarz nu sous la douche, est changée.
Le quatrième album est produit au printemps 1998. Pyogenesis interrompt les enregistrements pour des apparitions dans des festivals. Mono … or Will It Ever Be the Way It Used to Be sort le 2 novembre. Comme ils l'avaient prévu, Tim Eiermann et Wolfgang Maier rejoignent le groupe Liquido. Comme le travail de promotion pour les deux groupes n'est pas compatible avec la publication à la même période, ils quittent Pyogenesis.

### Années 2000
Au cours des trois années et demie suivantes, Pyogenesis fait une tournée mondiale. Le label Nuclear Blast voulait sortir une compilation, qui ne répondait pas aux attentes du groupe. À la place, l'album de remix P … or Different Songs in Different Sounds sort le 24 juillet 2000. Depuis novembre 1998, Pyogenesis écrit 28 chansons qui sont produites à partir de l'été 2001 dans les studios Hagener Woodhouse par Flo von Schwarz et Siggi Bemm. Sur Internet, les fans peuvent voter à partir d'extraits de chansons et influencer ainsi la liste des chansons de l'album en cours de création.
En 2002, Flo von Schwarz fonde le label Hamburg Records. Paraissent l'EP de cinq chansons I Feel Sexy le 7 mai puis le 3 juin l'album She Makes Me Wish I Had a Gun. En Thuringe, la société de publicité refuse l'affiche avec la couverture de l'album,montrant un pistolet sur un coussin de velours, à cause de la tuerie d'Erfurt commis quelques semaines plus tôt.
Au cours des années suivantes, le groupe entreprend plusieurs tournées en Europe. Pendant une interview télévisée en Italie, un scandale survient lorsqu'un fan vient sur le plateau et est écarté par des gardes de sécurité. Au retour d'un festival, un pneu arrière de l'autobus éclate, le faisant basculer plusieurs fois, causant des blessures légères, même si certains membres de l'équipe et des roadies dormaient dans des lits au moment de l'accident. En 2003, Pyogenesis est une tête d'affiche du Summer Breeze. À partir de 2005, le groupe tourne seulement à l'étranger. Les derniers concerts avant l'arrêt du groupe ont lieu au Championnat du monde de snowboard à Moscou.

### Années 2010
À la fin de l'année 2012, Pyogenesis annonce sur son site internet qu'il sortirait une réédition strictement limitée avec trois titres bonus à l'occasion du 20e anniversaire du premier album. En mars 2014, une édition jubilaire également limitée de Waves of Erotasia est publiée. Le 25 juin 2014, Pyogenesis est annoncé en tête d'affiche du festival November to Dismember Metal Fest, à Bucarest. Quelques semaines plus tard, le Summer Breeze annonce le groupe pour l'édition 2015.
Le 22 avril 2015, Flo V. Schwarz annonce dans un message vidéo sur la page Facebook du groupe que Pyogenesis est en train d'écrire sur du nouveau matériel, suivi deux semaines plus tard par un autre message vidéo des enregistrements de l'album. Il annonce la sortie de l'album A Century in the Curse of Time le 14 août 2015 chez AFM Records.

## Discographie

### Albums studio
- 1992 : Ignis Creatio (mini-album, Osmose Productions / SPV)
- 1994 : Sweet X-Rated Nothings (Nuclear Blast / Warner Music)
- 1995 : Twinaleblood (Warner Music / Nuclear Blast)
- 1997 : Unpop (Nuclear Blast / Warner Music)
- 1998 : Mono … Or Will It Ever Be the Way It Used to Be (Nuclear Blast / Warner Music)
- 2002 : She Makes Me Wish I Had a Gun (Hamburg Records / Sony Music)
- 2015 : A Century in the Curse of Time (AFM Records)
- 2017 : A Kingdom to Disappear (AFM Records)

### EP
- 1994 : Waves of Erotasia (Nuclear Blast / SPV)
- 1996 : Love Nation Sugarhead (Nuclear Blast / Warner Music)
- 2002 : I Feel Sexy (Hamburg Records / Sony Music)

### Singles
- 1991 : Rise of the Unholy (Mephitic Productions)
- 1992 : Sacrificious Profanity (Symphonies of Death Records)
- 1995 : Underneath EP (MDD Records)